# Du Xi
Du Xi (?-232) Officier chinois sous le seigneur de guerre Cao Cao durant la fin de la dynastie Han, puis du royaume de Wei lors de l'époque des Trois Royaumes en Chine antique. 
En l’an 213, lorsque Cao Cao vainquit Ma Chao, il fut nommé intendant du Palais. Avec d’autres, il proposa à Cao Cao d’assumer le titre de roi des Wei, mais ce dernier refusa. 
À la suite de la conquête de Hanzhong en l’an 215, il reçut le poste de chef-commandant de la Cavalerie Servante et fut responsable de l’administration du territoire nouvellement conquis. Par la suite, il participa à la défense de la montagne Dingjun comme lieutenant de Xiahou Yuan mais devant les forces ennemies impressionnantes de Huang Zhong, il abandonna sa position. Peu après, les Shu conquirent Hanzhong et Cao Cao quitta la région. 
Du Xi fut ensuite nommé chef-greffier pour la région de Chang'an en l’an 219.